# Turhan Përmeti
Turhan Përmeti pasa (albánul: Turhan Pashë Përmeti, nevének ejtése tuɾhan pəɾmɛti; Përmet, 1839 – Franciaország, Neuilly, 1927. február 18.) albán politikus, diplomata, 1914-ben és 1918–1920 között Albánia miniszterelnöke.

## Életútja
Gazdag család sarjaként született Përmetben. Görög nyelvű oktatásban részesült a janinai Zoszimaja középiskolában. Tanulmányai elvégzését követően Konstantinápolyban telepedett le, ahol az Oszmán Birodalom külügyminisztériumában helyezkedett el tisztviselőként. Élete nagy részében, mintegy öt évtizeden keresztül a Birodalom tisztviselőjeként dolgozott. Folyékonyan beszélt görögül, és tehetséges, de sokszor határozatlan szakember hírében állt. 1895-ben Kréta kormányzója lett, s a sziget Görögországhoz való csatlakozásáig, az 1896. május 24-ei felkelésig töltötte be ezt a posztot. 1909 után a Porta szentpétervári követe volt, majd 1910-ben visszavonult és Konstantinápolyban telepedett le. Noha ebben az időben már hetvenes éveiben járt, csatlakozott az albán nemzeti mozgalomhoz. Albánia függetlenségének 1912. novemberi kikiáltását követően szülőhazájában telepedett le azzal a reménnyel, hogy tapasztalataival és diplomáciai ismereteivel támogathatja a független Albánia ügyét. 1913-ban egyezséget kötött Montenegróval, hogy bizonyos területekért cserébe támogatni fogják albán királlyá választását, a történelem azonban máshogy alakult. Az Albánia helyzetét rendező londoni egyezményt aláíró nagyhatalmak egy német hercegnek, Wilhelm zu Wiednek ajánlották fel az albán koronát.
Miután Vilmos elfoglalta az albán trónt, 1914. március 15-én Përmetit nevezte ki miniszterelnöknek. A március 18-án felesküdött Përmeti-kormánynak a külügyi tárcát is irányító miniszterelnök mellett a következő tagjai voltak: Esat Toptani (belügy, hadügy), Myfit Libohova (igazság- és vallásügy), Aziz Vrioni (mezőgazdaság és kereskedelem), Adamidi Frashëri (pénzügy), Hasan Prishtina (közmunka- és postaügy), Mihal Turtulli (oktatásügy). A durrësi székhelyű kormány azonban csak az ország középső részére tudta kiterjeszteni hatalmát, Észak- és Dél-Albániát a szomszédos országok megszálló csapatai vonták ellenőrzésük alá. Noha Përmeti élete során erőskezű szervezőnek és tehetséges diplomatának bizonyult, nem ismerte hazája társadalmi viszonyait, és nem volt felkészülve az albán vezető réteg tagjai között dúló intrikákra sem. A belügyeket és a honvédelmet irányító Esat Toptani, látván Vilmos és Përmeti tehetetlenségét, májusban kivált a kormányból, és felkelést szervezett. Május 20-án Turhan pasa átszervezte kormányát: az új bel és hadügyminiszter Aqif Elbasani lett, a mezőgazdasági és kereskedelmi tárca élére Abdi Toptani, a pénzügyi minisztérium élére Filip Noga került, a közmunka- és postaügyi miniszter Hasan Prishtinát pedig Midhat Frashëri váltotta fel. Egy hónappal később, június 25-én a külügyeket átvevő Ismail Qemali is a Përmeti-kormány tagja lett, de a kabinet legitimációja az ő személyével sem javult. 1914 júliusában Turhan pasa ellátogatott több európai fővárosba, hogy a közigazgatás megszilárdítását elősegítő gazdasági és katonai segítséget kérjen, de útja sikertelenül zárult. A mind zűrzavarosabbá váló helyzet odáig vezetett, hogy Vilmos 1914. szeptember 3-án elhagyta az országot, ezzel párhuzamosan a Përmeti-kormány is feloszlott.
Az első világháború éveit Turhan pasa olaszországi és svájci emigrációban töltötte. A háború végóráiban az antant fölénye mind nyilvánvalóbbnak látszott. Olaszország 1917 júniusában elfoglalta egész Dél-Albániát, majd Giacinto Ferrero tábornok, a megszálló csapatok főparancsnoka kikiáltatta az olasz protektorátus alatt álló „független Albániát”. Përmeti ekkor már az olaszok által támogatott bizottságot vezetett, amelynek feladata az ideiglenes kormányzás feltételeinek megteremtése volt. A durrësi konferencia döntését követve a nemzeti kormány Përmeti vezetésével végül 1918. december 28-án állt fel Durrësban. A kormány tagjai a következők voltak: Prenk Bibë Doda (miniszterelnök-helyettes), Mehdi Frashëri (belügy), Mehmet Konica (külügy), Midhat Frashëri, Myfit Libohova, Luigj Gurakuqi, Mustafa Kruja, Lef Nosi, Luigj Bumçi, Mihal Turtulli.
Időközben ugyancsak Përmeti vezette a párizsi békekonferenciára érkezett albán delegációt. A tárgyalások során, 1919. március 7-én ajánlást tettek a jugoszlávia i és görögországi albánlakta területek anyaországhoz, egy továbbra is független Albániához való csatlakozásáról. Javaslatuk értelmében két esztendeig az Amerikai Egyesült Államok felügyelte volna a közigazgatás működését, amíg egy referendum során döntöttek volna az egységes Albánia további sorsáról. A korabeli beszámolók szerint az élemedett korú, egzotikus megjelenésű Turhan pasát és ajánlatát inkább derűs, mint megvető mosollyal fogadták és vetették el a nagyhatalmak képviselői. Ezt követően a delegáció és maga a kormány tagjai is megoszlottak a tekintetben, hogyan képviseljék a továbbiakban Albánia érdekeit. Përmeti és legszűkebb köre szorosabbra vonta volna a kapcsolatokat Olaszországgal, így 1919. augusztus 20-án elfogadták, hogy egy Olaszország által delegált főbiztos ellenőrizze a kormány munkáját és hagyja jóvá annak rendelkezéseit. A politikai réteg nagyobbik része viszont már eleve elhatárolódott az albániai Vlora városát akkor éppen megszállás alatt tartó olaszokkal való szövetség gondolatától. A durrësi Përmeti-kormány válságának a politikai kérdéseket megvitató, 1920 januárjában összeülő lushnjai kongresszus vetett véget, amelynek során január 30-án kinevezték Sylejman Delvina nemzeti kormányát, ezzel párhuzamosan feloszlatták a Përmeti-kabinetet (ténylegesen Përmeti csak február 20-án engedte át a hatalmat). A párizsi békeküldöttséget szintén újjászervezték, ezzel Përmeti diplomáciai karrierje is lezárult.
Franciaországi emigrációban halt meg.